# Salik (soufisme)
Pour les articles homonymes, voir Salik (homonymie).
Le sālik (arabe : سالِك (voyageur ; celui qui s'engage dans une voie)) est l'adepte du soufisme qui parcourt la Voie (arabe, sulūk). Le verbe salaka signifie voyager ou suivre. Le sâlik est ainsi un progressant, qui parcourt la voie de manière graduelle. On l'appelle aussi murîd quand il devient un disciple d'un maître spirituel (murshid) ou d'un maître soufi. 
La métaphore du chemin est empruntée au Coran (XVI, 69) : aslukī subula rabbiki dhululan (« Suivez les chemins que votre Seigneur vous a frayés ») où le verbe salaka est à la forme impérative. 